# Chelone
A Chelone az ajakosvirágúak (Lamiales) rendjébe és az útifűfélék (Plantaginaceae) családjába tartozó nemzetség.

## Előfordulásuk
A Chelone növénynemzetség természetes előfordulási területe az Amerikai Egyesült Államok és Kanada keleti felein található meg. Az idetartozófajok a következő államokban és tartományokban őshonosak: Alabama, Arkansas, Dél-Karolina, Észak-Karolina, Florida, Georgia, Illinois, Indiana, Iowa, Kentucky, Maine, Maryland, Minnesota, Mississippi, Missouri, New Hampshire, New Jersey, New York, Ohio, Ontario, Pennsylvania, Québec, Tennessee, Új-Fundland, Vermont és Virginia.

## Rendszerezés
A nemzetségbe az alábbi 4 faj tartozik:
- Chelone cuthbertii Small
- Chelone glabra L. - típusfaj
- Chelone lyonii Pursh
- Chelone obliqua L.

## Képek

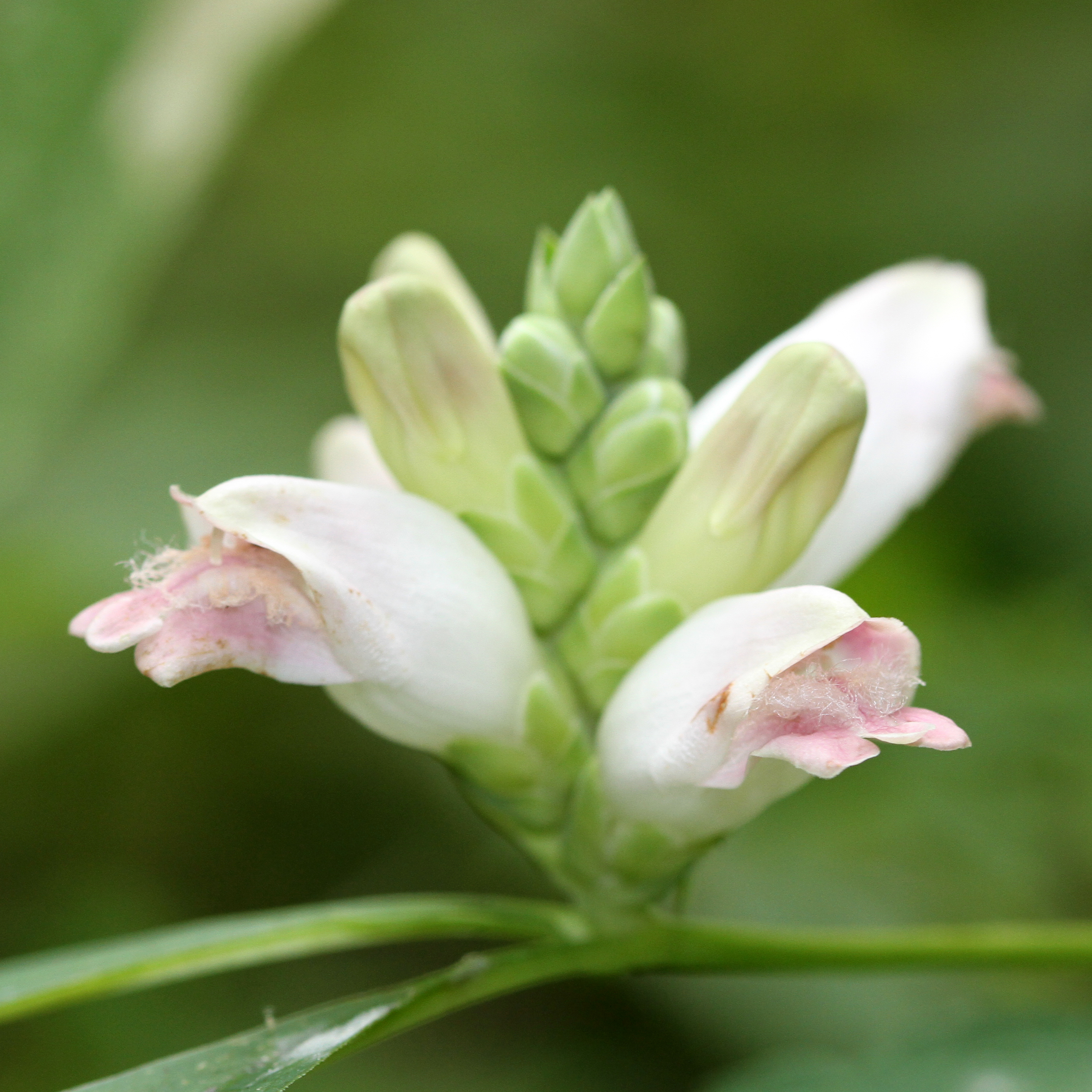
Chelone glabra
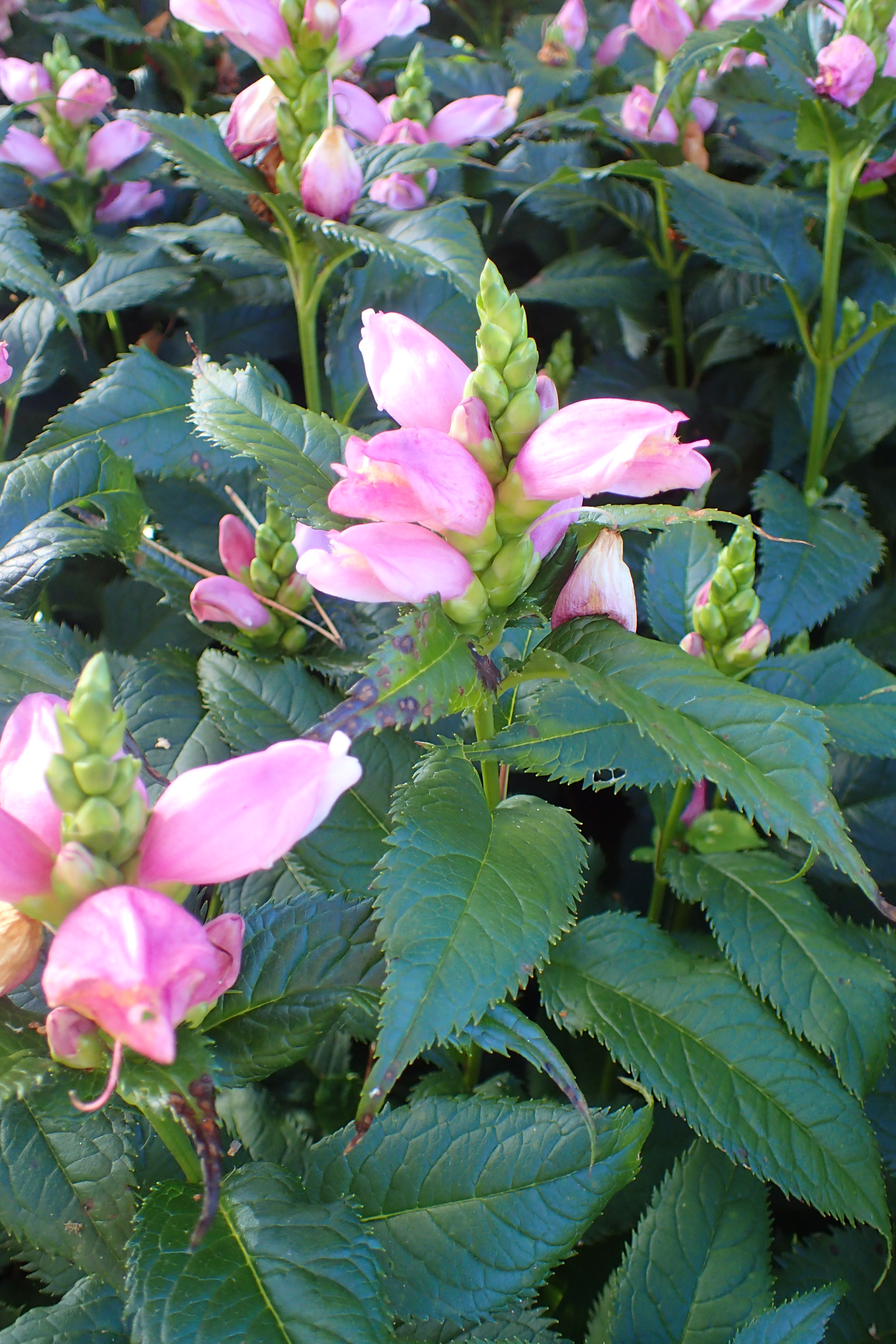
Chelone lyonii